# كورت جونسون (مدرب رياضي)
كورت جونسون (بالإنجليزية: Curt Johnson)‏ هو مدرب رياضي أمريكي، ولد في 1968.